# June and John
June and John (Alternativschreibweise June & John) ist eine romantische Low-Budget-Filmkomödie von Luc Besson aus dem Jahr 2025. Der Film wurde 2020 während des Lockdowns während der COVID-19-Pandemie mit bis dato unbekannten Schauspielern gedreht.
In den Hauptrollen spielen Matilda Price und Luke Stanton Eddy, June Jackman und John Riley. Der Film wurde als Vorschau auf dem European Film Market, am Rande der Berlinale 2025 und anschließend im Le Grand Rex präsentiert und in Frankreich auf Ciné+ OCS ausgestrahlt.

## Handlung
John Riley, ein etwas verklemmter junger Mann, arbeitet als Buchhalter bei Wellington Finance, wo er von seinem Chef schikaniert wird. Er hat eine komplizierte Beziehung zu seiner sehr besitzergreifenden Mutter. John ist Single und hat sich erfolglos bei einer Speed-Dating-App angemeldet.
Nach einem Streit mit dem Parkwächter seiner Firma wird sein Auto auf den Wertstoffhof gebracht und beschädigt. John versucht vergeblich, seine Versicherung zu kontaktieren. Am nächsten Tag verliert er seine Brieftasche und sein Telefon geht kaputt, als er versucht, dem Taxi hinterherzulaufen, in dem die Brieftasche lag. Als er von der Polizei angehalten, kann er daher keine Papiere vorzeigen. Er kommt zu spät zur Arbeit und erfährt, dass Melvin Anzeige gegen ihn erstatten will. John findet Trost bei seinem Kollegen Steven, der ihm Gels für die U-Bahn-Fahrt gibt. Dort sieht er ein schönes junges Mädchen mit einer extravaganten Perücke. Sie schreibt auf die beschlagene Fensterscheibe im Zug ihren Vornamen June. John steigt aus dem Zug unbd versucht vergeblich, mit ihr zu sprechen. Da er soziale Netzwerke nicht nutzt, beschließt er, sich gleich zu Hause anzumelden, um zu versuchen, June zu finden. Er findet 1.738 Profile mit diesem Vornamen. Es gelingt ihm trotzdem, Junes Konto zu finden.
Am nächsten Morgen sucht John nach einem Gesprächsauftakt. Sie antwortet ihm und sie tauschen Nachrichten aus. June fragt ihn direkt, wie weit er für die Liebe gehen würde. Sie beschließen, sich am nächsten Tag zu treffen. Als er bei der Arbeit ankommt, stellt er überrascht fest, dass June in seinem offenen Büro steht. June offenbart ihm, dass sie aufgrund eines Traums, den sie hatte, in 72 Stunden sterben wird. Sie erklärt John, dass sie eine Uhr mit Countdown trägt. June drängt John, seinen Job aufzugeben, der ihn erdrückt, und seine Medikamente abzusetzen. Als er zu Mr. Francis gerufen wird, stürmt June mit einer Waffe in das Büro ihres Chefs, macht sich über ihn lustig und stiehlt Bargeld aus dem Safe. Um zu fliehen, gibt June vor, John als Geisel zu nehmen. Sie verstecken sich im Zelt eines Obdachlosen auf dem Bürgersteig, wo sie leidenschaftlich miteinander schlafen.
John folgt June blindlings. Sie bricht in eine Villa über der Stadt ein und springt in den Pool. Sie bereiten ein romantisches Essen zu, bevor sie die Nacht in der Villa verbringen. Als Besitzer überraschend zurückkommen, reisen sieab. Nach einem Besuch in einem Einkaufszentrum nimmt June John mit, um Rat bei einem Baum einzuholen. Während June in „Trance“ ist, kontrolliert ein Streifenpolizist ihre Ausweise und findet heraus, kontrolliert. John schafft es, sie rechtzeitig aufzuwecken, während der Polizist entdeckt, dass es sich bei der Frau um June Jackman handelt, eine gesuchte Räuberin. June und John flüchten in eine weitere Villa und June raubt die Autoschlüssel des Hausbesitzers. Im Büro des alten Mannes verliert June die Fassung, als sie Jagdtrophäen an den Wänden hängen sieht. John versucht, die Wogen zu glätten und zwingt den 12 Millionen Dollar an eine Tierschutzorganisation zu spenden und fahren in seinem Cabrio davon.
Unterwegs gesteht John June, dass Fliegen sein kühnster Traum ist. Also beschließen sie, Fallschirmspringen zu gehen. June springt ohne Fallschirm, aber einer der Lehrer kann sie rechtzeitig auffangen. Am Boden erholt sich John von seiner Angst, sie zu verlieren. Sie machen sich wieder auf den Weg und halten an einem wunderschönen Hotel in Las Vegas. Im Badezimmer ist June übel und sie hustet Blut. John versucht, mehr über ihren wahren Gesundheitszustand herauszufinden. Die junge Frau erzählt ihm, dass ihr nur noch etwa 12 Stunden bleiben. Da beschließt John, um ihre Hand anzuhalten. Er setzt sie vor einem Brautmodengeschäft ab und sie verabreden sich für eine Stunde. Doch nachdem sie ihr Kleid angezogen hat, wartet June bereits auf ihn und er erscheint nicht. Sie findet Trost bei Sally, einer Prostituierten und einem Obdachlosen. Schließlich kommt John in einer riesigen, luxuriösen Limousine an. Sie steigen beide ein, zusammen mit Sally und dem Obdachlosen, die als Zeugen fungieren. Sie gehen zu einer Kapelle im Freien in der Nähe eines Baumes. Ein hispanischer Priester führt die Zeremonie durch und traut June und John.
Am nächsten Tag wachen sie in einem Hotel auf. June springt vor Freude, weil der tödliche Countdown zwei Stunden überschritten ist. Doch beim Zähneputzen hustet sie erneut Blut. Sie beschließt, es vor ihrem Mann zu verheimlichen und bittet ihn, etwas zu essen zu bestellen. Als er die Hotelrezeption anruft, erreicht ihn ein Polizist, der ihn bittet, locker zu bleiben. Am Telefon erklärt der Beamte, dass das Gebäude umstellt ist und bald Verstärkung eintreffen wird. Während June duscht, gibt sich John als ihre Geisel aus. Er versteht auch, dass Junes Waffe von Anfang an leer war. Das SWAT-Team bricht die Hoteltür auf, aber June und John können fliehen. Sie fahren mit dem Cabrio weiter, werden aber von einem Hubschrauber verfolgt. Im Auto küssen sich June und John und blicken sich leidenschaftlich an, während sie auf eine Straßensperre der Polizei zurasen.

## Produktion und Veröffentlichung

### Entwicklung
Die Existenz des Projekts wurde bereits im Mai 2022 bekannt. Während der Entwicklung von DogMan wurde öffentlich, dass Luc Besson bereits einen weiteren, geheimen Film gedreht hatte, das Low-Budget-Projekt namens June and John". Dieser wurde erstmals auf dem Filmmarkt am Rande der Filmfestspiele von Cannes 2022 präsentiert.
Die Dreharbeiten fanden 2020 unter größter Geheimhaltung in Los Angeles statt, damals mitten in einem Lockdown aufgrund der Covid-19-Pandemie. Der mit begrenztem Budget produzierte Spielfilm wurde vollständig auf einem iPhone gedreht.

### Soundtrack
- Osez Joséphine von Alain Bashung
- Don’t Make Me Over von Dionne Warwick
- Oh, What a Night von The Dells
- Ghosts in the Blood von Gill Zandt und Peter Hutches
- Je te veux von Andrea Birdy

Das Lied im Abspann ist Stand in the Sun With Me von Alexiane. Luc Bessons Tochter Sateen singt das Lied June and John.

## Veröffentlichung
Am 14. Februar 2025 wurde der Film auf dem European Film Market der Berlinale offiziell vorgestellt. Anschließend wurde er in Frankreich am 23. April 2025 auf Ciné+ OCS, vorab eine Vorpremiere im Grand Rex am 17. April in Anwesenheit des Filmemachers.
Am 10. Mai 2025 feierte der Film seine Deutschland-Premiere auf dem Fantasy Filmfest 2025.

## Rezeption

### Altersfreigabe
In Deutschland wurde der Film von der FSK ab 12 Jahren freigegeben. In den USA erhielt der Film aufgrund der Darstellung von Nacktheit, leichte Gewalt, sowie leicht beängstigende und intensive Szenen von der MPAA ein PG-13-Rating.

### Kritiken
Nach der Präsentation im Kino Grand Rex in Paris sprach Jacques Mandelbaum von Le Monde von einem „jugendlichen Essay, der an einen langen ästhetisierenden Clip grenzt.“
Marc Godin von Le Point hebt zwar die visuellen Qualitäten des Films hervor, den außergewöhnlichen Kontrast, in den Farben, mit einer Tiefenschärfe, die mit voller Wucht auf der Leinwand zur Geltung komme, weist jedoch auch auf die Schwächen des Szenarios hin. Der Film habe die Psychologie eines Fotoromans und die Figurenzeichnung sei so dick wie Zigarettenpapier. Um die Leere und Langeweile zu überdecken, filme Luc Besson seine June, wie sie durch die Straßen rennt, ohne Fallschirm aus einem Flugzeug springt, auf einem Bett Trampolin springt, voll bekleidet in einen Swimmingpool springt, eine „hysterische, billige und kitschige Bonnie und Clyde-Version.
Auch die Kritik des französischen TV-Magazins Télérama fällt sehr negativ aus. Jérémie Couston schreibt: „Leider kommt er (Luc Besson) mit dieser unwürdigen fotokopierten Romanze nicht wieder aus der Versenkung hervor. Gedreht mit einem iPhone im Jahr 2020 im damals völlig abgeriegelten Los Angeles, ähnelt dieser „Inhalt“ (ihn einen Film zu nennen, wäre zu viel verlangt) einer weiteren hilfesuchenden Nachwirkung der Covid-19-Epidemie.“